# Плішивий шершень
Dolichovespula maculata – це еусоціальна оса космополітичної сім'ї Справжні оси. В народі[якому?] її також називають плішивий шершень, білолиций шершень, білохвостий шершень, чорний кожух або бичий шершень. Колонії включають від 400 до 700 робочих ос, найбільше зареєстроване число колонії в роді Dolichovespula. Представники будують характерні висячі паперові гнізда. Робочі особини агресивно їх охороняють, повторно жалючи загарбників.
Рід D. maculata поширений по всій північній Америці та південній Канаді, але найчастіше зустрічається на південному сході Сполучених Штатів. Самці виду гаплоїдні, а самки диплоїдні. Тож робочі самки можуть відкладати яйця, які пізніше розвиваються в самців. Через певний час, після вирощення впливової кількості робочих особин та відкладення яєць з майбутніми матками, може бути спровоковане матеревбивство з метою збільшення репродукції робочих представників.

## Таксономія та філогенетика
Плішивий шершень отримав свою назву від особливого розміщення знаків на своїй морді. Вид був вперше описаний  Карлом Ліннеєм у 1763. D. maculata  є частиною космополітичної сім'ї Справжні оси. Належить до роду Dolichovespula. Його чорні та білі кольори дозволяють відрізнити представників від інших, в більшості, чорних та жовтих особин роду.

## Опис
Плішиві шершні відрізняються від інших жовтих видів своїм чорно-білим забарвленням. Вони мають білу або «плішиву» голову, яка є основою їх народної назви. Ці оси мають також три білі смужки в кінці їхнього тіла. Вони порівняно більші за інших представників роду Dolichovespula (дорослі особини в середньому 19 міліметрів у довжину). Матки та робочі оси мають подібну морфологію. Однак, робітники вкрилі маленькими ворсинками, в той час як матка залишається голою. Королеви завжди більші, ніж робітники у їхній колонії, хоча поширені розміри варіюють в різних гіздах, тому робочі оси в одній колонії можуть бути завбільшки з королеву в іншій колонії. 
D. maculata формують яйцеподібне гніздо, що може бути 360 міліметрів у діаметрі та 580 міліметрів у довжину. Гнізда являють собою шаруваті шестикутні стільники, вкриті сірою паперовою оболонкою. Плішива оса створює таке покриття збираючи та пережовуючи природні волокна. Деревне волокно змішується з їх слиною та стає масою, яку вони можуть одразу використовувати.

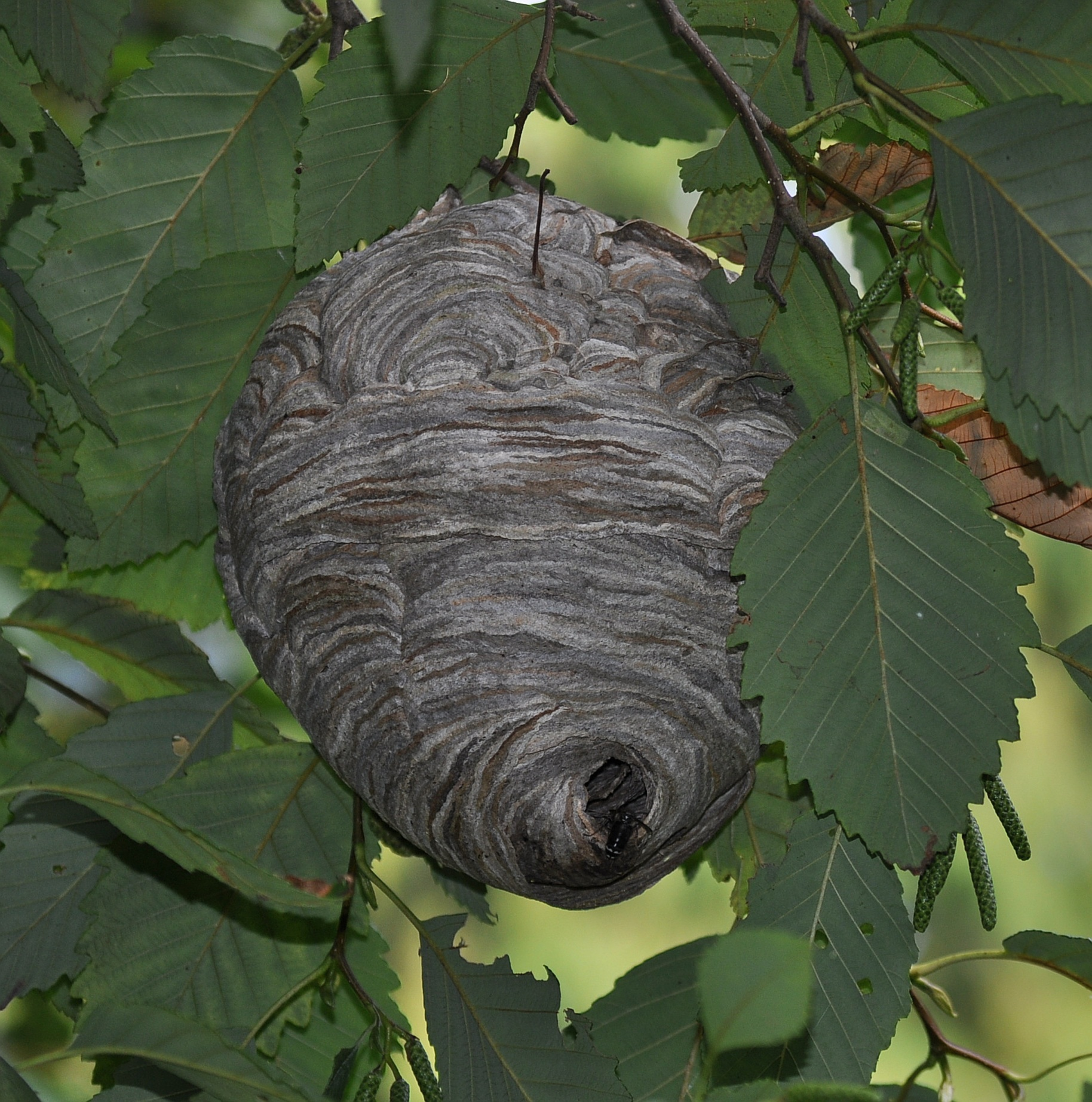
Гніздо
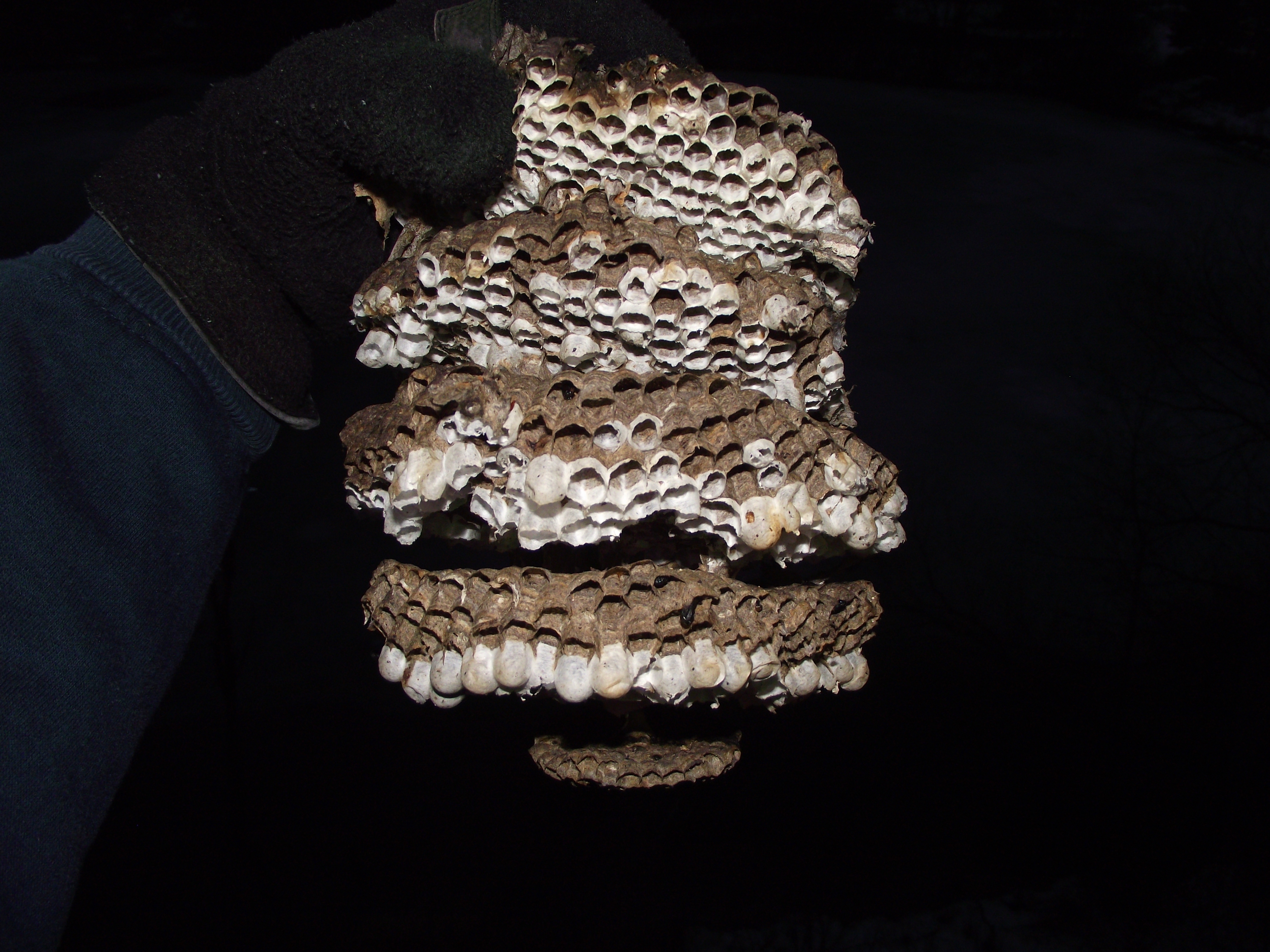
Всередині паперового покриття гнізда, є декілька відділених стільників, що містять камери для личинок
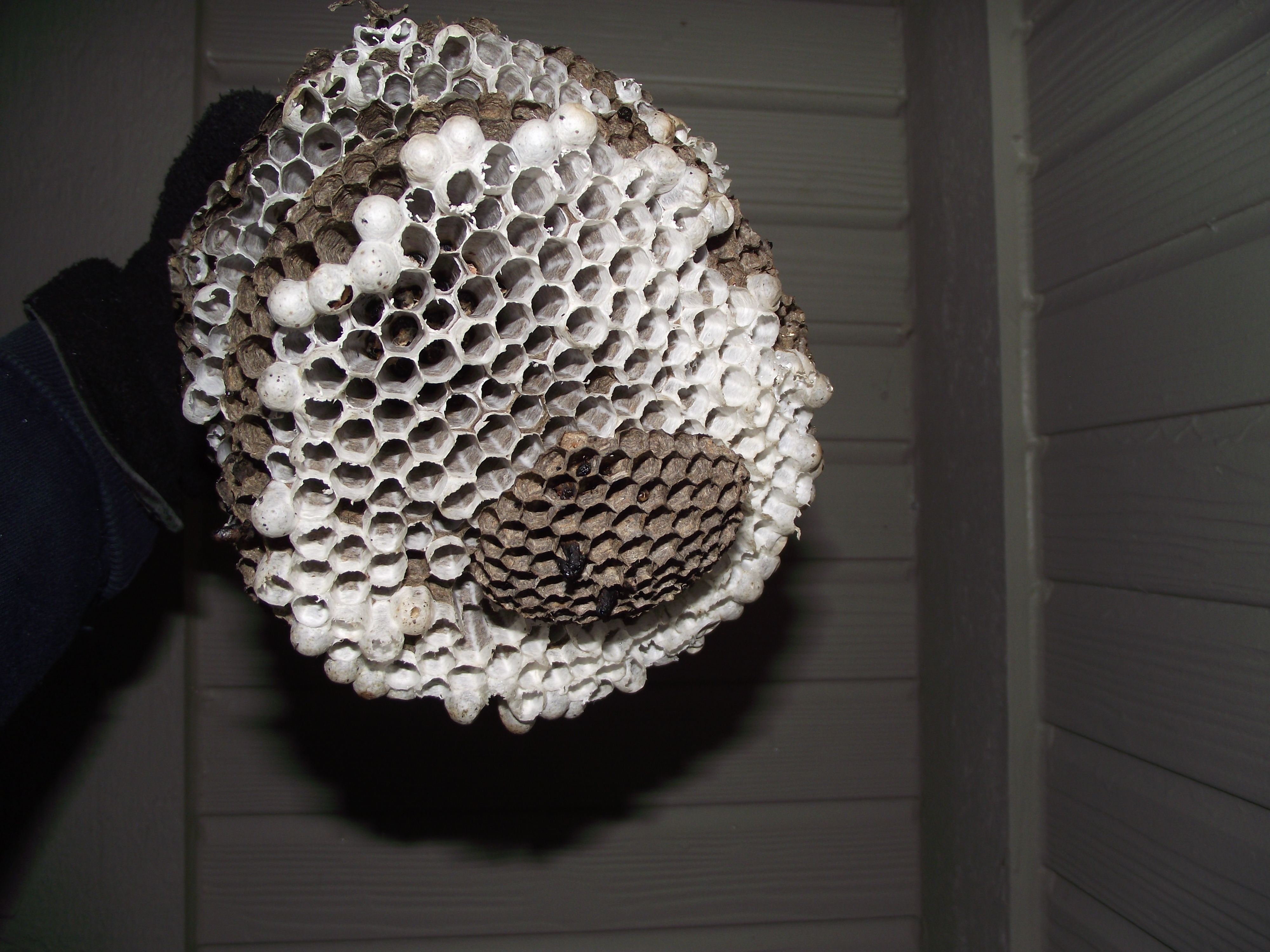
Поперове покриття гнізда містить стільники для личинок. Цей ракурс показує кінцевий, маленький стільник, що висить внизу.

## Поширення

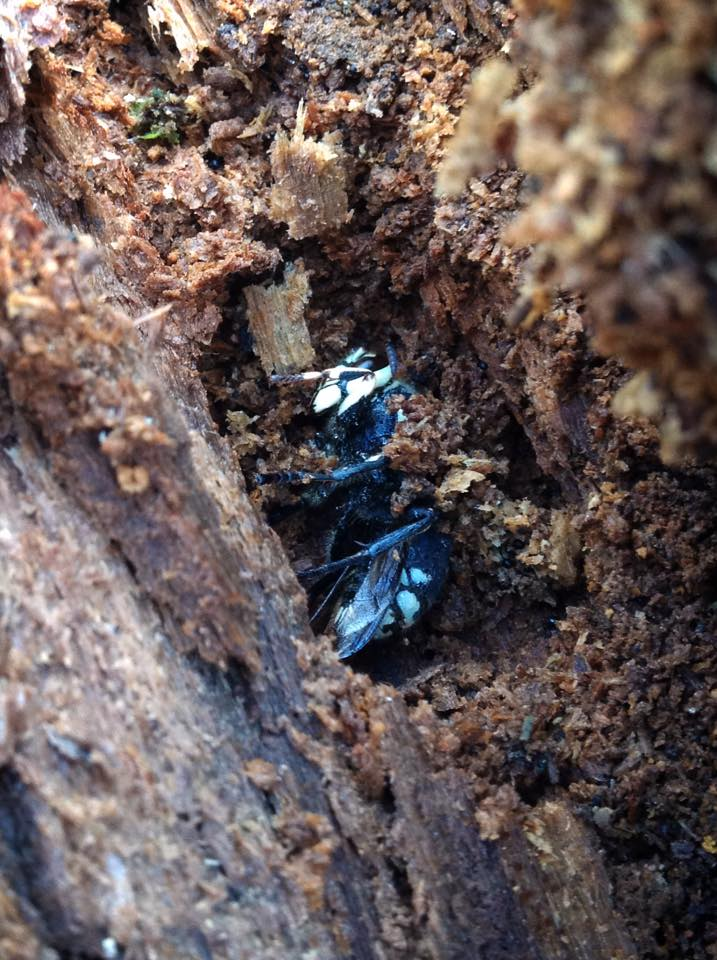
Плішивий шершень спить під час зимівлі в корі дерева

Плішивий шершень живе в Північній Америці, включаючи південну Канаду, Скелясті гори, західне узбережння США та більшу частину сходу. Вид є найпоширенішим на території південного сходу Америки.
D. maculata зустрічається в лісистих зонах та урабністичних зонах з рослинністю. Гнізда зазвичай розміщені в деревах та кущах, проте також можуть бути знайдені висячими під горами та будинками. Вертикальне поширення гнізд зареєстроване висотою від 1.1 до 20 метрів над рівнем землі.

## Життєвий цикл
Кожної весни, матки, що були народжені та запліднені в кінці попереднього сезону, дають початок новим колоніям. Королева вибирає локацію нового гнізда, починає його будувати, відкладає першу партію яєць та годує цю першу групу личинок. Вони стають працівниками та беруть на себе обов'язки розширення гнізда. Робочі особини жують деревину, що змішується з крохмалем у їхній слині. Вони мажуться нею вздовж щелеп та ніг, тому вона скоро набуває паперової структури. Працівники охороняють своє гніздо та харчуються нектаром, соком дерев та м'якоттю фруктів (в основному, яблук). Вони також полюють на комах та інших членистоногих, розжовуючи їх та згодовуючи личинкам. Також було помічено, що представники можуть їсти сире м'ясо. В кінці літа та восени, королева починає відкладати яйця, які стануть трутнями та новими матками. Після вилуплення, запліднені самки та самці летять в пошуках пари та з метою будівництва нових колоній.